# Borza-Strumiany
Borza-Strumiany – wieś w Polsce położona w województwie mazowieckim, w powiecie pułtuskim, w gminie Gzy. Ma status sołectwa.
| SIMC    | Nazwa         | Rodzaj    |
| ------- | ------------- | --------- |
| 0115884 | Borza-Przechy | część wsi |
| 0115890 | Marcisze      | część wsi |

W latach 1975–1998 miejscowość administracyjnie należała do województwa ciechanowskiego.